# Puntate de La foresta degli scomparsi
La miniserie televisiva drammatica franco-tedesca-belga La foresta degli scomparsi (Les Disparus de la Forêt-Noire, conosciuta anche come Valkyries), composta da 4 puntate da 52 minuti ciascuna, è stata trasmessa in Belgio su La Une il 27 novembre e il 4 dicembre 2022 e in Francia su TF1 il 5 e il 12 gennaio 2023.
In Italia la stagione è andata in onda in prima serata su Canale 5 il 9 agosto 2023.
| nº | Titolo originale | Titolo italiano | Prima TV         | Prima TV        | Prima TV      |
| nº | Titolo originale | Titolo italiano | Belgio           | Francia         | Italia        |
| -- | ---------------- | --------------- | ---------------- | --------------- | ------------- |
| 1  | Épisode 1        | Episodio 1      | 27 novembre 2022 | 5 gennaio 2023  | 9 agosto 2023 |
| 2  | Épisode 2        | Episodio 2      | 27 novembre 2022 | 5 gennaio 2023  | 9 agosto 2023 |
| 3  | Épisode 3        | Episodio 3      | 4 dicembre 2022  | 12 gennaio 2023 | 9 agosto 2023 |
| 4  | Épisode 4        | Episodio 4      | 4 dicembre 2022  | 12 gennaio 2023 | 9 agosto 2023 |

## Episodio 1
- Titolo originale: Épisode 1
- Diretto da: Ivan Fegyveres
- Scritto da: Julien Vanlerenberghe, Stéphane Pannetier, Samir Oubechou, Chérif Saïs, Laura Piani e Caroline Van Ruymbeke

### Trama
14 novembre 2021. La giudice di Strasburgo Camille Hartmann sta guidando la sua auto attraverso una foresta, è visibilmente agitata e sta cercando di telefonare a qualcuno, ma non c'è campo; all'improvviso viene speronata da un'auto e perde conoscenza.
Un anno dopo. Nella Foresta Nera vengono rinvenuti in una fossa comune diversi cadaveri; Birgit Scholtz, capo della polizia tedesca, affida le indagini all'ispettore di polizia Éric Maes e gli affianca il capitano Franz Agerland. Dato che i cadaveri, undici in tutto, erano sepolti vicino a una base militare franco-tedesca, subito le indagini si concentrano in quell'ambito, arrivando a Claude, un soldato sparito tempo prima in circostanze misteriose e che aveva presentato a suo tempo segni di squilibrio.
A Strasburgo, Camille Hartmann vive col compagno Marc e la figlia adolescente Iris, avuta da un precedente matrimonio; la donna fa i conti con l'incidente avuto: soffre di parziale amnesia e fatica a fissare ricordi a breve termine. È temporaneamente sollevata dagli incarichi ed è seguita dalla dottoressa Eva Stein; alla notizia del ritrovamento della fossa comune però, alcuni ricordi dell'incidente iniziano a riaffiorare.
Eric e Franz intanto devono escludere Claude dalla rosa dei sospettati perché tra i cadaveri ritrovati c'è anche il suo. A questo punto i sospetti si spostano sul marito di Jeanne, una vicina di casa di Camille: l'uomo era un violento che picchiava la moglie ed è sparito da tempo.
Un anno prima. Una notte Jeanne si presenta col figlio Thomas a casa di Camille: la donna ha il volto tumefatto a causa delle percosse del marito e Camille chiama la polizia per sporgere denuncia, mentre si reca a casa dall'uomo.
- Ascolti Belgio: telespettatori 194 439[6].
- Ascolti Francia: telespettatori 5 180 000 – share 25,60%[7].
- Ascolti Italia: telespettatori 1 025 000 – share 9,90%[8].

## Episodio 2
- Titolo originale: Épisode 2
- Diretto da: Ivan Fegyveres
- Scritto da: Julien Vanlerenberghe, Stéphane Pannetier, Samir Oubechou, Chérif Saïs, Laura Piani e Caroline Van Ruymbeke

### Trama
Ben presto anche il marito di Jeanne, un uomo violento scomparso da tempo, viene scartato dalla rosa dei sospettati e nel mirino degli inquirenti finisce Thomas, suo figlio; Camille è preoccupata perché la figlia Iris ne è invaghita e i due si frequentano. Thomas confessa alla ragazza di aver colpito il padre la sera in lui e la madre si sono recati da Camille e Jeanne, e Iris riferisce la cosa alla madre. Jeanne viene interrogata dalla polizia, poiché il marito è scomparso proprio la notte dell'aggressione e l'accusano di non aver sporto denuncia per la sparizione per coprire l'omicidio a opera del figlio. La donna si difende sulla mancata segnalazione della scomparsa del marito perché in passato aveva cercato di sporgere denuncia contro il coniuge, ma le domande maschiliste di alcuni poliziotti l'avevano fatta desistere.
Thomas intanto sparisce rifugiandosi nei boschi e Iris parte alla sua ricerca chiedendo aiuto ad Hanne Katz, una guardiacaccia che lavora proprio dalle parti in cui è stata ritrovata la fossa comune.
Dopo aver visionato alcuni filmati nei pressi dei luoghi in cui sono scomparse le vittime, la polizia riconosce Hanne Katz e fa una sconcertante scoperta: tra le vittime della fossa ci sono tre dei quattro ragazzi che anni prima l'hanno violentata in un bar; lei aveva denunciato il fatto alle autorità, ma in pratica la polizia, con le sue domande, le ha fatto implicitamente capire che se l'era cercata senza contare che, una volta arrivati a processi, tutti erano stati assolti. L'unico sopravvissuto alla vendetta di Hanne è Klaus un uomo che, interrogato da Eric e Franz, inizialmente dice di non ricordare, poi schernisce l'accaduto riducendolo a una ragazzata e affermando che la ragazza aveva esagerato nel suo racconto. Si felicita anche del fatto che il reato, che per lui non c'è stato, è caduto in prescrizione, ma il suo atteggiamento diventa meno spavaldo quando i due poliziotti, disgustati dal suo atteggiamento, lo informano di essere nel mirino di Hanne Katz, che si sta vendicando dei suoi aguzzini.
- Ascolti Belgio: telespettatori 194 439[6].
- Ascolti Francia: telespettatori 4 290 000 – share 26,60%[7].
- Ascolti Italia: telespettatori 1 025 000 – share 9,90%[8].

## Episodio 3
- Titolo originale: Épisode 3
- Diretto da: Ivan Fegyveres
- Scritto da: Julien Vanlerenberghe, Stéphane Pannetier, Samir Oubechou, Chérif Saïs, Laura Piani e Caroline Van Ruymbeke

### Trama
Sia Jeanne che Camille si accorgono che i loro figli sono scomparsi. La giudice viene contattata da Hanne: la guardiacaccia vuole Klaus in cambio di Iris e la donna saggiamente si rivolge alla polizia, che organizza una specie di scambio con l'intento di catturare la Katz.
Klaus, da uomo meschino qual è, non vuole mettersi in pericolo per salvare la ragazzina, ma Birgit lo mette alle strette: ha notizie che nelle Filippine lo stanno ricercando per favoreggiamento della prostituzione minorile, e in quel paese ciò è un reato che non va in prescrizione.
Lo scambio viene organizzato e la vicenda si conclude con Hanne morta, Camille ferita e Iris e Thomas liberati.
Klaus aveva la promessa della polizia tedesca di non essere consegnato alla giustizia filippina, ma Birgit lo informa che l'accordo non si estendeva al non essere consegnato alle autorità francesi, che lo prelevano per consegnarlo alla polizia filippina.
Camille si sveglia in ospedale e ha un'amara sorpresa: il medico la informa che la sua cartella medica è stata manomessa; lei non ha mai avuto un edema cerebrale e che le medicine che prendeva, prescritte dalla dottoressa Stein, le bloccavano la memoria, anziché favorire il ritorno dei ricordi.
Intanto vengono individuate tutte le vittime della fossa comune, tutti uomini violenti nei confronti delle donne mentre si scopre che Eva Stein, che nel frattempo è scomparsa, non solo era il medico di Camille, ma anche di Hanne.
- Ascolti Belgio: telespettatori 177 333[9].
- Ascolti Francia: telespettatori 4 520 000 – share 22,50%[10].
- Ascolti Italia: telespettatori 1 025 000 – share 9,90%[8].

## Episodio 4
- Titolo originale: Épisode 4
- Diretto da: Ivan Fegyveres
- Scritto da: Julien Vanlerenberghe, Stéphane Pannetier, Samir Oubechou, Chérif Saïs, Laura Piani e Caroline Van Ruymbeke

### Trama
Eva Stein è ricercata, mentre l'indagine sui morti della fossa si allarga. Camille viene interrogata da Eric e Franz, che la trattano come una sospettata, poiché lei sembra al centro di tutto: era, senza motivo, nei pressi della fossa comune al momento della sua scoperta, dove ha conosciuto Hanne, conosceva una delle vittime, era paziente della Stein e Jeanne, sua amica, vicina e moglie di uno dei morti, è scomparsa.
Intanto viene diffuso in televisione un comunicato della Stein: ella rivendica in un filmato tutte le uccisioni, che hanno portato alla morte di stupratori, uomini violenti e a volte incestuosi che la polizia non ha potuto o voluto fermare. Durante una conferenza stampa davanti al tribunale, Eva si consegna alle autorità in presenza dei giornalisti, e infiamma gli animi dichiarando che giustizia è stata fatta. Fornisce i nomi di tutte le vittime e racconta a Eric e Franz che anche lei, al tempo dell'università, era stata vittima di stupro, crimine che non ha potuto denunciare su pressioni della polizia (le avevano detto che avrebbe rovinato la vita al suo stupratore).
Camille intanto ricorda: un anno prima aveva visto Eva, Hanne e una terza donna nel bosco mentre giustiziavano un uomo e nella fuga era stata da loro fermata speronando la sua auto e causando l'incidente.
Ben presto nascono diverse manifestazioni spontanee contro gli omicidi di genere, mentre Jeanne e la donna sconosciuta rapiscono Camille per procurarsi un modo di entrare in tribunale: vogliono assassinare un giudice, famoso per le sue sentenze maschiliste sempre a sfavore delle donne. Camille, che non approva ma solidarizza, riesce a convincerle a non ucciderlo e a farle scappare dal tribunale sotto assedio delle forze dell'ordine approfittando della confusione; alla polizia non resta che iniziare le ricerche delle fuggitive, che erano aiutate da qualcuno all'interno della polizia, che Eric intravede durante i disordini e riconoscendovi con sconcerto Birgit Scholtz, suo capo ma anche sua amante.
Un anno dopo. Parigi. Dopo pedinamenti e ricerche, Birgit viene individuata all'interno di un caffè, che viene circondato in modo discreto dalla polizia; Eric entra e si siede al tavolino della ex amante e i due si guardano, mentre sotto al tavolo ognuno dei due ha una pistola puntata verso l'altro.
- Ascolti Belgio: telespettatori 177 333[9].
- Ascolti Francia: telespettatori 4 140 000 – share 24,20%[10].
- Ascolti Italia: telespettatori 1 025 000 – share 9,90%[8].